# Franz Pieler (1835–1910)
Franz Caspar Maria Pieler (ur. 11 maja 1835 w Arnsbergu (Westfalia), zm. 25 października 1910 w Rudzie Śląskiej) - był niemieckim inżynierem górniczym, m.in. długoletnim dyrektorem kopalni i pełnomocnikiem hrabiego Ballestrema, właściciela Rudy. Wsławił się jako wybitny menedżer, wynalazca i do dziś szanowany przez mieszkańców Rudy Śląskiej dobroczyńca.

## Rodzina i pochodzenie
F. Pieler urodził się w in Arnsbergu, w rodzinie katolickiej. Jego ojcem był historyk lokalny i zasłużony nauczyciel gimnazjalny Franz Ignatz Pieler, a matką Henriette z domu Gottschalk. On sam ożenił się po zdobyciu stałej posady z Emilie z domu Mattieu, z którą miał sześcioro synów i pięć córek. Ich najstarszy syn Franz Emil poszedł zawodowo w ślad ojca i objął po nim posadę dyrektora generalnego kopalni i zarządcy dóbr rodziny von Ballestremów. Jego drugi syn, Karl, został inżynierem i przedsiębiorcą budowlanym.

## Życiorys

### Młodość
F. Pieler uczęszczał wpierw do „Gymnasium Laurentianum” w rodzinnym Arnsbergu, gdzie otrzymał świadectwo maturalne dnia 16 sierpnia 1854 roku. 1 kwietnia 1856 roku rozpoczął dobrowolnie roczną służbę w armii pruskiej, którą odbył w Rezerwowym Regimencie Piechoty Gwardii Królewskiej w Berlinie. Później studiował górnictwo w Akwizgranie i Bonn, zdobył dyplom inżynierski i w końcu otrzymał doktorat.

### Kariera urzędnicza
Po pomyślnym zakończeniu studiów Pieler, rozpoczął karierę w pruskiej administracji górniczej i 3 sierpnia 1862 w randze referendarza górniczego (niem. Bergreferendar), który to stopień cechuje kształcących się przyszłych urzędników. Po trzech latach nauki został mianowany na asesora górniczego (niem. Bergassessor) dnia 18 grudnia 1865. 1 kwietnia 1867 roku Pieler został mianowany przysięgłym górniczym (niem. Berggeschworener) i urzędnikiem nadzorującym kopalnie w zagłębiu Burbach (niem. Revierbeamter), którą to funkcję już przedtem komisarycznie pełnił. 1 kwietnia 1871 przejął nadzór nad zagłębiem dillenburskim. Podczas służy państwowej zdobył duże doświadczenie i autorytet fachowy, tak że 18 marca 1872 został dyrektorem okręgu górniczego (niem. Bergmeister) w Dillenburgu. Był też wówczas dyrektorem tamtejszej szkoły górniczej (niem. Bergschule Dillenburg). Pieler wystąpił ze służby państwowej z dniem 1 lipca 1873 roku, by objąć fachowo bardziej ambitne i bardziej lukratywne stanowiska w prywatnych przedsiębiorstwach.

### Kariera w przemyśle

#### W zagłębiach Wurmy i Ruhry

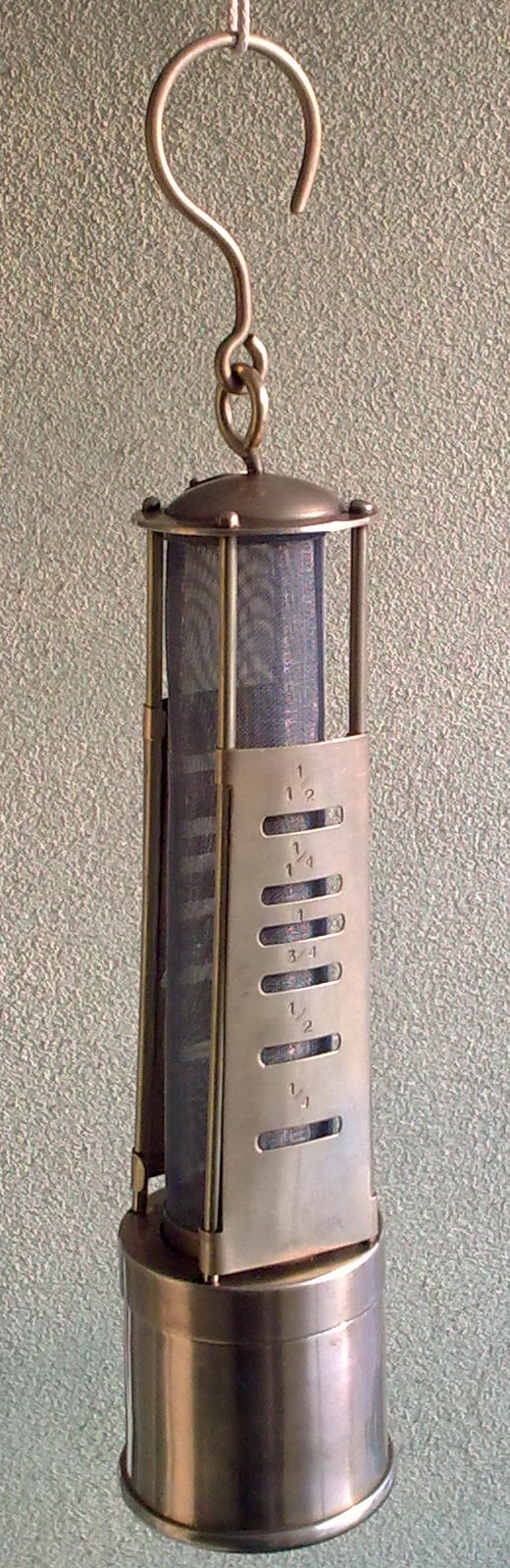
Replika spirytusowej lampy Pielera ze skalą

W 1873 Pieler objął stanowisko dyrektora kopalni w spółce górniczej Vereinigungsgesellschaft für Steinkohlenbau im Wurmrevier opodal Akwizgranu, a w 1883 przeszedł na podobne stanowisko w spółce A.G. Dortmunder Union.
Zapewne podczas pracy w Akwizgranie skonstruował lampę spirytusową, będącą udoskonaleniem lampy Davy’ego, która służyła do badania zawartości metanu w kopalniach. Ponadto przypisuje się mu metodę wydobywania węgla z podsadzką piaskową, stosowaną również w kopalniach złota, i wiele innych górniczych innowacji.

#### Na Górnym Śląsku
W 1885 roku ówczesny prezydent Reichstagu i przemysłowiec, hrabia Franz von Ballestrem rozpoznał potencjał Pielera i zaoferował mu posadę zarządcy rodowego majątku na Górnym Śląsku, by samemu skoncentrować się na pracę polityczną. W skład majątku Ballerstremów wchodziły miejscowości Ruda, Pławniowice, Borsigwerk oraz Biskupice, źródłem bogactwa były jednak przede wszystkim kopalnie węgla i rudy oraz huty metali. Tę funkcję spełniał do końca życia, ku wielkiemu zadowoleniu rodziny von Ballestremów i pracowników.
W ciągu 25 lat zarządzania majątkiem von Ballestremów, Pieler powiększył go z wielkim rozmachem. Przede wszystkim, wdrożył wiele nowych technologii. Przyczynił się też do powstania nowych kopalń i innych zakładów. Pod jego kierownictwem, wydobycie węgla koncernu von Ballestremów wzrosło z 300.000 do dwóch milionów ton rocznie, co najdziwniejsze dokonał tego bez pomocy obcego kapitału. Rozbudował istniejącą, od 1750 roku kopalnię „Brandenburg”, a w 1895 roku otworzył nową, nazwaną „Castellengo”, w Rokitnicy ku pamięci pierwotnej siedziby rodowej von Bellestremów.
Pieler miał świadomość, że wzrost wydobycia i zyski, to wynik ciężkiej pracy robotników, których warunki socjalno-bytowe były dotychczas bardzo złe. Dlatego za zgodą hrabiego von Ballestrema zbudowano dla pracowników domy, we wzorcowo planowanych osiedlach (tzw. koloniach). W Rudzie, robotnicy zamieszkali we wschodniej i zachodniej części Kolonii „Carl Emanuel”, Kolonii „Glückauf” oraz „Dorf Rudzie” i „Rudzie Hammer”. Jak na lata 1908–1910, były to mieszkania komfortowe. Zachodnia część kolonii, „Carl Emanuel” i „Dorf Ruda”, były skanalizowane. Wszystkie kolonie i osiedla miały swoją szkołę, przedszkole i sklep, w których kupowano artykuły po niskich cenach – dodaje. Ponadto, w „Dorf Rudzie” zbudowano aptekę w 1893 roku, Gasthaus w 1895 roku i pocztę, a w 1910 szpital. Później, w 1912 roku powstała tu również szkoła nauki gospodarstwa domowego, z halą gimnastyczną. W 1889 roku zelektryfikowano część Rudy, jako jedno z pierwszych miast Europy i pierwsze na terenach obecnej Polski. Gospodarczy rozwój Rudy, podczas 25 lat działalności Pielera, uwidacznia wzrost liczby ludności z 7.500 do 18.000. Pieler nadzorował również budowę, ufundowanego przez hrabiego, nowego kościoła parafialnego pw. Św. Józefa, zbudowanego w latach 1902–1904.
Również powstanie pogotowia górniczego na Górnym Śląsku, wywodzi się z inicjatywy Franza Pielera, którą przedstawił w zarządzie rejonowego knapszaftu, 4 kwietnia 1907 roku. Już w następnym roku (1908), podjęła swą pracę pierwsza w zagłębiu przemysłowym na terenie wschodniego Górnego Śląska, tego typu placówka w Bytomiu.
Już za życia, Franz Pieler należał do najbardziej szanowanych przemysłowców na terenie całego Śląska.

### Wyróżnienia
W uznaniu zasług dla górnictwa, cesarz Niemiec i król Prus, Wilhelm II wręczył Pielerowi w Berlinie, złoty medal w 1897 roku, a w 1900 roku mianował go, „tajnym królewskim radcą górniczym” (niem. Königlicher Geheimer Bergrat). Z tej okazji, hrabia von Franciszek Bellestrem, podarował Pielerowi złoty pyrlik, obsadzany szlachetnymi kamieniami, który znajduje się dziś w muzeum górniczym, w Bochum.
Lokalni społecznicy, ubiegają się aktualnie (2016) o uczczenie pamięci Pielera, nazwaniem jednej z ulic.

## Epilog
Po swojej śmierci w 1910 roku Franz Pieler spoczął w mauzoleum, zbudowanym na rudzkim cmentarzu, przy ul. Porębskiej, w Rudzie. Mauzoleum Pielerów, zostało wykonane według projektu Hansa von Poellnitza. Znajduje się w niej rzeźba, przedstawiająca Postać Chrystusa, przygarniającego klęczącego przed nim Franza Pielera, a także epitafium z podobizną syna Pielera, które wykonał Josef Limburg. Obok Pielera pochowane jest tam jego żona i ich syn, Adolf.
Już w czasie II wojny światowej, zostało ono częściowo zasypane, a z biegiem lat, ulegało zniszczeniu. Ale przy okazji obchodów 100. rocznicy śmierci hrabiego von Ballestrema, postanowiono też odnowić kaplicę grobową Pielerów, ufundowaną przez von Ballerstremów. Na czas remontu szczątki zostały umieszczone w krypcie, w sanktuarium św. Józefa, a 10 kwietnia 2016 uroczyście przeniesione na pierwotne miejsce pochówku. Na uroczystość przeniesienia zwłok Pielera przyjechało z Niemiec 15 członków jego rodziny, a także metropolita katowicki, arcybiskup Wiktor Skworc.

## Literatura
- Fehrenbach, Elisabeth: Adel und Bürgertum in Deutschland 1770-1848; München 1994, s. 150
- Gerlo, Walther: Männer des Bergbaus; Berlin 1937, s. 113
- Geschichte der Dillenburger Bergschule von der Gründung bis zur Gegenwart – Denkchrift aus Anlaß der Fünfzigjahrfeier der Gründung der Bergschule 1858-1908; Dillenburg 1908, s. 16
- Kopiec, Bernard: Ruda Śląska. Cz. 1. Ruda Śląska 2003, s. 93, 94,95.
- Matschoss, Conrad: Männer der Technik. Berlin, 1925, S. 204
- Oreł, Joanna: Ci, co śnili o potędze Rudy; „Dziennik Zachodni” 2012. Dodatek „Ruda Śląska Nasze Miasto”, nr 15, s. 5.
- Widera, Aleksander: Parafia rudzka i biskupicka. Cz. 2. [Ruda Śląska] [b.r.], s. 136.